# Официальный интернет-портал правовой информации
«Официа́льный интерне́т-порта́л правово́й информа́ции» (www.pravo.gov.ru) — единый официальный государственный информационно-правовой ресурс в России, сетевое издание, через которое официально опубликовываются:
- Конституция Российской Федерации;
- законы Российской Федерации о поправке к Конституции Российской Федерации;
- федеральные конституционные законы;
- федеральные законы;
- акты палат Федерального Собрания, принятые по вопросам, отнесенным к ведению палат частью 1 статьи 102 и частью 1 статьи 103 Конституции Российской Федерации;
- указы и распоряжения Президента Российской Федерации;
- международные договоры, вступившие в силу для Российской Федерации, и международные договоры, которые временно применяются Российской Федерацией (за исключением договоров межведомственного характера);
- постановления, определения, заключения, решения и регламент Конституционного Суда Российской Федерации;
- постановления и распоряжения Правительства Российской Федерации;
- акты федеральных органов исполнительной власти, зарегистрированные Минюстом России, а также признанные Минюстом России не нуждающимися в государственной регистрации;
- законы и иные правовые акты субъектов Российской Федерации;
- резолюции Совета Безопасности ООН, предусматривающие введение, приостановление или отмену принудительных мер.

В порядке, устанавливаемом Президентом Российской Федерации, на «Официальном интернет-портале правовой информации» (www.pravo.gov.ru) могут быть опубликованы иные акты палат Федерального Собрания, других органов государственной власти Российской Федерации и муниципальные правовые акты.
Входит в государственную систему правовой информации, функционирование которой обеспечивает Федеральная служба охраны Российской Федерации. Является федеральной государственной информационной системой.

## История
«Официальный интернет-портал правовой информации» был создан в 2010 году, а с 28 марта 2011 года он был введён в постоянную эксплуатацию в сети Интернет.
22 июня 2011 года в Государственную думу Российской Федерации президент Д. А. Медведев внёс законопроект № 568029-5, который к органам официального опубликования правовых актов помимо трёх печатных изданий (Парламентская газета, Российская газета, Собрание законодательства Российской Федерации) добавлял «Официальный интернет-портал правовой информации». В пояснительной записке к законопроекту было написано: 
Официальное опубликование правовых актов в электронном виде позволит повысить оперативность и достоверность официальных публикаций правовых актов, обеспечить свободный доступ государственных и муниципальных органов, организаций, юридических и физических лиц к официальным текстам правовых актов.
Изначально (в первом варианте законопроекта) планировалось публикацию на официальном интернет-портале правовой информации ввести с 1 октября 2011 года, но в ходе рассмотрения законопроекта, начало публикаций было перенесено на 10 ноября 2011 года.
22 июля 2011 года официальный интернет-портал правовой информации был зарегистрирован как федеральная государственная информационная система, а 10 ноября 2011 года был зарегистрирован в Федеральной службе по надзору в сфере связи, информационных технологий и массовых коммуникаций в качестве средства массовой информации (сетевое издание).
10 ноября 2011 года, в день вступления Федерального закона «О внесении изменений в Федеральный закон „О порядке опубликования и вступления в силу федеральных конституционных законов, федеральных законов, актов палат Федерального Собрания“», на «Официальном интернет-портале правовой информации» был опубликован 41 нормативно-правовой акт, в том числе 21 федеральный закон, 15 указов Президента РФ и 5 распоряжений Президента РФ.
Начиная с 1 июля 2022 года тексты правовых актов с внесенными в них изменениями, размещаемые на «Официальном интернет-портале правовой информации» (www.pravo.gov.ru), являются официальными.

## Официальное опубликование
На «Официальном интернет-портале правовой информации» осуществляется официальное опубликование:
с 10 ноября 2011 года
- федеральных конституционных законов;
- федеральных законов;
- актов палат Федерального Собрания, принятых по вопросам, отнесенным к ведению палат частью 1 статьи 102 и частью 1 статьи 103 Конституции Российской Федерации;
- указов Президента Российской Федерации (не содержащих государственную тайну и (или) иную тайну охраняющийся законом);
- распоряжений Президента Российской Федерации (не содержащих государственную тайну и (или) иную тайну охраняющийся законом);

с 13 июля 2012 года по 9 января 2013 года
- временно применяемых международных договоров Российской Федерации, затрагивающих права, свободы и обязанности человека и гражданина и устанавливающие иные правила, чем предусмотренные законодательством Российской Федерации[13];

с 9 января 2013 года
- международных договоров, вступивших в силу для Российской Федерации;
- временно применяемых международных договоров Российской Федерации (за исключением договоров межведомственного характера);
- постановлений Конституционного Суда Российской Федерации, определений Конституционного Суда Российской Федерации о разъяснении постановлений Конституционного Суда Российской Федерации, иных решений Конституционного Суда Российской Федерации;

с 7 марта 2013 года
- актов Правительства Российской Федерации (не содержащих государственную тайну и (или) иную тайну охраняющийся законом).

с 1 сентября 2014 года (в соответствии с указом Президента Российской Федерации от 2 апреля 2014 г. № 198):
- законов и иных правовых актов субъектов Российской Федерации.

с 1 января 2015 года (в соответствии с указом Президента Российской Федерации от 14 октября 2014 г. № 668):
- нормативных правовых актов федеральных органов исполнительной власти Российской Федерации, затрагивающих права, свободы и обязанности человека и гражданина, устанавливающих правовой статус организаций или имеющих межведомственный характер.

с 1 мая 2019 года (в соответствии с Федеральным законом от 01.05.2019 № 83-ФЗ):
- резолюции Совета Безопасности ООН.

Статус «Официального интернет-портала правовой информации» как источника официального опубликования правовых актов определен Федеральным законом от 14.06.1994 г. № 5-ФЗ «О порядке опубликования и вступления в силу федеральных конституционных законов, федеральных законов, актов палат Федерального Собрания», Указом Президента Российской Федерации от 23.05.1996 г. № 763 «О порядке опубликования и вступления в силу актов Президента Российской Федерации, Правительства Российской Федерации и нормативных правовых актов федеральных органов исполнительной власти», Указом Президента Российской Федерации от 02.04.2014 г. № 198 «О порядке опубликования законов и иных правовых актов на „Официальном интернет-портале правовой информации“ (www.pravo.gov.ru)», Указом Президента Российской Федерации от 14.10.2014 г. № 668 «О совершенствовании порядка опубликования нормативных правовых актов федеральных органов исполнительной власти».

### Реквизиты публикаций
Каждому опубликованному документу в пределах портала присваиваются реквизиты для идентификации. Реквизиты состоят из даты опубликования и номера опубликования.
Номер опубликования состоит из 16-ти цифр и имеет следующий формат: Х1 Х2 Х3 Х4 Х5 Х6 Х7 Х8 Х9 Х10 Х11 Х12 Х13 Х14 Х15 Х16.
Х1 Х2 Х3 — всегда нули, кроме случаев, когда номер опубликования относится к документу органа государственной власти субъекта или закона субъекта, тогда, как правило, Х1 Х2 заменяется на код субъекта;
Х4 — код органа издавшего документ;
Х5 Х6 Х7 Х8 Х9 Х10 Х11 Х12 — дата опубликования в формате  ГГГГММДД;
Х13 Х14 Х15 Х16 — порядковый номер публикации за день.
0001202305290016, так выглядит номер опубликования федерального закона. Из номера можно понять, что документ опубликован 29.05.2023 г. и 16 по порядку 29.05.2023 г.
2300202305290003, так выглядит номер опубликования постановления губернатора Краснодарского края. Из номера можно понять, что документ связан с 23 регионом — Краснодарский край, опубликован 29.05.2023 г. и 3 по порядку 29.05.2023 г.
| Органы власти и организации                   | Код (Х4) |
| --------------------------------------------- | -------- |
| Президент России (акты Президента, ФЗ и ФКЗ)  | 1        |
| Совет Федерации                               | 1        |
| Государственная Дума                          | 1        |
| Правительство России                          | 1        |
| ФОИВ и ФГО России                             | 1        |
| Конституционный Суд России                    | 1        |
| Совет Безопасности ООН                        | 1        |
| Международные договоры России                 | 1        |
| Органы исполнительной власти субъекта         | 1        |
| Высшие органы государственной власти субъекта | 0        |
| Законы субъекта                               | 0        |

## Разделы портала
- Официальное опубликование правовых актов (publication.pravo.gov.ru), на котором осуществляется официальное опубликование (размещение) федеральных конституционных законов, федеральных законов, актов палат Федерального Собрания, принятые по вопросам, отнесенным к ведению палат частью 1 статьи 102 и частью 1 статьи 103 Конституции Российской Федерации, указов и распоряжений Президента Российской Федерации, временно применяемых международных договоров Российской Федерации, международных договоров, вступивших в силу для Российской Федерации, актов Правительства Российской Федерации, постановлений Конституционного Суда Российской Федерации, определений Конституционного Суда Российской Федерации о разъяснении постановлений Конституционного Суда Российской Федерации, иных решений Конституционного Суда Российской Федерации[16], актов Правительства Российской Федерации, законов и иных правовых актов субъектов Российской Федерации, нормативных правовых актов федеральных органов исполнительной власти Российской Федерации, затрагивающих права, свободы и обязанности человека и гражданина, устанавливающих правовой статус организаций или имеющих межведомственный характер.
- Тексты правовых актов с внесенными изменениями. Раздел создан в рамках реализации Указа Президента РФ от 03.03.2022 № 90 и в нём размещаются официальные тексты правовых актов с внесенными в них изменениями. Законов РСФСР, законов Российской Федерации, федеральных конституционных законов, федеральных законов, указов и распоряжений Президента Российской Федерации с возможностью просмотра актуальных редакций. По сути этот раздел дублирует информационно-правовую систему «Законодательство России», но по сравнению с ней в своём составе имеет далеко не все правовые акты и не все виды[17].
- Информационно-правовая система «Законодательство России». Информационно-правовая система «Законодательство России» является элементом государственной системы правовой информации, созданной в рамках реализации государственной политики в области правовой информатизации Российской Федерации. Тексты федеральных законов и правовых актов Президента Российской Федерации и Правительства Российской Федерации, а также тексты правовых актов органов государственной власти, опубликованные в Собрании законодательства Российской Федерации и Бюллетене нормативных актов федеральных органов исполнительной власти и распространяемые с использованием информационно-правовой системы «Законодательство России», являются официальными в соответствии с Указом Президента РФ от 5 апреля 1994 года № 662 и Указом Президента РФ от 23 мая 1996 года № 763[18], но данное опубликование не является официальным опубликованием[16]. В разделе по данным на 29 апреля 2023 года содержится 269543 документа (с 20.09.1937 по 15.03.2023 годы)[19].
- Новые поступления законодательства, который носит справочный характер[20].
- ПЦПИ (pravo.gov.ru/pcpi), в котором содержится информация о пунктах свободного бесплатного доступа граждан к правовой информации в электронном виде. На территории Российской Федерации они получили название «публичные центры правовой информации» (ПЦПИ), в государствах СНГ и государствах дальнего зарубежья — «центры публичного доступа к правовой информации Российской Федерации».
- Иные разделы, такие как «Информация», «Справочная информация», «Календарь событий»[21], а также «Свод законов Российской империи» и «Периодические издания».
- в машиночитаемый вид переведен полный вариант последнего издания «Свода законов Российской империи» в 16 томах[22].

## Критика
По данным на конец 2011 года в связи малым сроком действия интернет-портала ни гражданская, ни экспертная оценка этому проекту на тот момент ещё не была сформулирована.
20 июня 2012 года на сайте Фонда Свободы Информации была опубликована статья «Официальный интернет-портал правовой информации — pravo.gov.ru: взгляд пользователя», в которой подробно рассматриваются преимущества и недостатки официального интернет-портала правовой информации и делается вывод о том, что он «имеет большой потенциал в развитии и свои собственные сильные стороны».
Среди преимуществ официального интернет-портала правовой информации в данной статье отмечается:
- бесплатный доступ к информации;
- постоянный онлайн доступ ко всем документам в режиме 24/7;
- статус официального источника информации;
- наличие дополнительных сведений, таких как Законы Российской империи, периодика;
- наличие у опубликованных документов уникального кода, представленного в виде «номера опубликования», так как до сих пор законодательные акты не имеют сквозной нумерации — от момента внесения на рассмотрение до принятия в окончательном виде.

Недостатками официального интернет-портала правовой информации по мнению авторов вышеуказанной статьи являются:
- сложность поисковой системы, например, проблемы при поиске кодексов, отсутствие в поисковом окне поля «тематика», нет возможности указать «любое окончание» в поиске, неудобная функция поиска по реквизитам;
- отсутствие указания на то, что просматриваемая редакция документа является действующей;
- неудобство сравнения двух редакций документа, так как обе они показывались в формате, когда текст выходит за границы экрана, при этом нет возможности увидеть отличия между документами, они не «подсвечиваются»;
- формат текста, который может выходить за границы экрана в случае работы с небольшим ПК;
- не работающая функция «структура документа»;
- проблемы с регистрацией на портале.

## Аналоги
Существуют аналоги официального интернет-портала правовой информации в других странах и в субъектах Российской Федерации, например:
- «Национальный правовой Интернет-портал Республики Беларусь» (pravo.by) создан в 2002 году, а с 2012 года — единственный источник официального опубликования правовых актов;
- «Официальный Интернет-портал правовой информации Республики Башкортостан» (npa.bashkortostan.ru) создан в соответствии с Указом Президента Республики Башкортостан от 21 октября 2011 года № УП-534 «О совершенствовании порядка официального опубликования правовых актов Республики Башкортостан»;
- «Официальный интернет-портал правовой информации Республики Дагестан» (pravo.e-dag.ru) создан в соответствии с Законом Республики Дагестан от 13 октября 2015 года № 81 «О внесении изменений в статью 59 Закона Республики Дагестан „О нормативных правовых актах Республики Дагестан“».